# Ottawská úmluva

Státy, které Úmluvu podepsaly a ratifikovaly
Státy, které přistoupily k Úmluvě
Státy, které oznámily odstoupení od Úmluvy

Ottawská úmluva, oficiálně Úmluva o zákazu použití, skladování, výroby a převodu protipěchotních min a o jejich zničení má za cíl odstranění protipěchotních pozemních min ze světa. Do současnosti se k úmluvě připojilo 164 států. Smlouvu nepodepsalo 33 členských států OSN, mezi nimi USA, Rusko a Čína.
Pozemní miny jeden každý rok zabijí nebo zraní asi 4 300 osob, a to často i desetiletí po ukončení konfliktu, ve kterém byly položeny.

## Historický vývoj
1939 ve 2. světové válce jsou poprvé masívně použity protipěchotní miny
1977 Ustanovení Ženevské konvence upravuje zákaz bezohledného použití zbraní na civilní obyvatelstvo v době války.
1997 Úmluva byla přijata v Oslu a v Ottawě otevřena k podpisu. Originální text je v arabštině, čínštině, angličtině, francouzštině, ruštině a španělštině a je uložen v Generálním sekretariátu OSN.
1999 1. března se úmluva stala podle mezinárodního práva závaznou. Česká republika Úmluvu ratifikovala 26. října.
2014 USA prohlásily, že se vzdají pěchotních min s výjimkou minových polí na korejském poloostrově
Po ruské invazi na Ukrajinu postupně některé sousední státy Ruska od úmluvy odstoupily (Pobaltské státy, Finsko a Polsko).

## Podmínky úmluvy
Kromě ukončení výroby a vývoje protipěchotních min musí smluvní strany do čtyř let po přistoupení ke smlouvě zničit svou zásobu těchto min. Mohou si ponechat pouze malé množství za účelem výcviku odstraňování a detekce min.
Do 10 let po podpisu smlouvy by státy měly vyčistit všechna svá minová pole.
Smlouva také vyzývá smluvní státy, aby poskytly pomoc osobám své vlastní země zasaženým minami a aby pomohly také jiným zemím plnit jejich závazky.
Smlouva pokrývá pouze protipěchotní miny.

## Úspěchy Ottawské úmluvy
- Od vstupu úmluvy v platnost její smluvní strany již zlikvidovaly přes 46 mil. kusů min ze skladových zásob[5]
- 155 členů Úmluvy dnes protipěchotní miny nevlastní
- Z celkem 50 producentů (tj. těch zemí, které někdy v minulosti protipěchotní miny vyráběly) již 34 zemí jejich výrobu ukončilo,
- 15 z 54 států, které nahlásily zaminovaná území, už je zcela vyčistilo.

## Hlasy oponentů
Oponenti Smlouvy namítají, že ratifikace nebyla všeobecná a státy, které nemají v současné době v úmyslu smlouvu ratifikovat mají nyní velké zásoby nášlapných min.
Odpůrci uvádějí, že miny jsou levný a tedy rentabilní prostředek pro ochranu území. Tvrdí, že při správném použití jsou protipěchotní miny obranné zbraně, které poškozují pouze útočníka. Na rozdíl od zbraní dalekého doletu, jako jsou balistické rakety, které jsou nejúčinnější, pokud jsou používány k preventivním útokům. Kromě toho oponenti tvrdí, že psychologický efekt min zvyšuje riziko pro útočníka, a tak snižuje nebezpečí války.
Ottawská úmluva se nevztahuje na všechny typy nevybuchlé munice. Kazetové bomby například představují stejný problém jako miny: nevybuchlá munice je nebezpečná civilistům ještě dlouho po ukončení konfliktu. Úmluva neklade žádná omezení na miny určené vozidlům, které zabíjejí civilisty v traktorech, školních autobusech atd.
USA tvrdí, že nehumánní charakter nášlapných min neplyne z toho zda jsou protipěchotní anebo proti vozidlům, ale z jejich trvanlivosti. Nepoužívají tedy perzistentní miny. Americké miny jsou sebedestruktivní do dvou dnů, případně se samy deaktivují, protože jim do dvou týdnů dojde baterie.

## Česká republika
Česká republika implementovala Úmluvu zákonem 305/1999 Sb. Archivováno 12. 7. 2020 na Wayback Machine. a dalšími předpisy. České znění úmluvy je uvedeno ve sbírce mezinárodních smluv.
Česká republika kromě toho přispívá na humanitární odminování jak prostřednictvím mezinárodních subjektů, tak v rámci dvoustranné spolupráce: v Afghánistánu, Gruzii, Ázerbájdžánu, Jordánsku, Angole, Chorvatsku, Bosně a Hercegovině, Srbsku, Albánii a Libanonu. Za období 2006 – 2013 ČR poskytla v naplnění závazků z Ottawské úmluvy souhrnně 9 mil. USD.
Své zásoby protipěchotních min ČR zlikvidovala s tříletým předstihem. Dle obvinění Ruska, byly miny v roce 2014 stále skladovány na našem území ve vybuchlém skladu ve Vrběticích.